# We Missed Ourselves Fest
We Missed Ourselves Fest es un festival de música realizado desde la Ciudad de México en Velódromo Olímpico Agustín Melgar el 5 de octubre de 2024 siendo su primera edición.

## Historia
El evento se anunció por primera vez el 16 de mayo de 2024, como un evento de un día el 5 de octubre de 2024.
Cabe resaltar que se trata del primer festival de emo musical que revela la fecha y los primeros actos confirmados de su siguiente edición, antes del término de la que está en turno.

## Ediciones

### We Missed Ourselves Fest (2024)
- Alesana
- AXTY
- Blessthefall[2]
- Escape the Fate
- Falling in Reverse
- Fit for a King
- Hawthorne Heights
- Killswitch Engage
- Outline in Color
- Thursday

#### Cancelaciones
Los siguientes grupos musicales y músicos cancelaron su presentación antes de iniciar el festival:
- Crown the Empire
- Veil of Maya

### We Missed Ourselves Fest (2025)
- Underoath
- I Set My Friends On Fire
- Oceans Ate Alaska
- Sleeping With Sirens
- Senses Fail
- Memphis May Fire
- We Cames As Romans
- Beartooth